# Cylloceria
Cylloceria is een geslacht van insecten uit de orde vliesvleugeligen (Hymenoptera) en de familie Ichneumonidae.

## Soorten
- C. aino (Uchida, 1928)
- C. alpigena (Strobl, 1902)
- C. alvaradoi Gauld, 1991
- C. aquilonia Dasch, 1992
- C. arizonica Dasch, 1992
- C. barbouraki Gauld, 1991
- C. borealis (Roman, 1925)
- C. brachycera Humala, 2002
- C. caligata (Gravenhorst, 1829)
- C. calva Dasch, 1992
- C. fusciventris (Hellen, 1940)
- C. imperspicua Rossem, 1987
- C. impolita Dasch, 1992
- C. invicta Rossem, 1987
- C. melancholica (Gravenhorst, 1820)
- C. mexicana Kasparyan & Ruiz-Cancino, 2003
- C. occupator (Gravenhorst, 1829)
- C. orientalis Humala, 2002
- C. rubrica Dasch, 1992
- C. simplicicornis (Strobl, 1901)
- C. striatula Dasch, 1992
- C. sylvestris (Gravenhorst, 1829)
- C. tenuicornis Humala, 2002
- C. tincochacae Viereck, 1913
- C. tipulivora Chao, 1994
- C. trishae Gauld, 1991
- C. ugaldevi Gauld, 1991
- C. ussuriensis Humala, 2002